# (35289) 1996 TL40
1996 TL40 (asteroide 35289) é um asteroide da cintura principal. Possui uma excentricidade de 0.19880060 e uma inclinação de 4.79798º.
Este asteroide foi descoberto no dia 8 de outubro de 1996 por Eric Walter Elst em La Silla.